# Octadecabacter
Octadecabacter ist eine Gattung von Bakterien. Einige Arten von Octadecabacter wurden aus polarem Meereis isoliert und zeigen dementsprechend Wachstum bei niedrigen Temperaturen, so wächst die Art Octadecabacter arcticus ausschließlich bei Temperaturen zwischen 4 und 10 °C.

## Merkmale und Stoffwechsel
Die Arten von Octadecabacter sind aerob, d. h. sie sind auf Sauerstoff angewiesen. Der Stoffwechsel ist die Atmung mit Sauerstoff als terminalem Elektronenakzeptor. Es sind auch mikroaerophile Stämme vorhanden, hier erfolgt Wachstum nur unter geringen Sauerstoffkonzentrationen. Bakteriochlorophylle werden nicht gebildet.
Bei der Mehrheit der Arten findet keine Nitratreduktion statt, eine Ausnahme ist z. B. Octadecabacter temperatus. Diese Art ist auch polar begeißelt. Andere Arten, wie Octadecabacter antarcticus, O. arcticus, O. ponticola und O. ascidiaceicola sind hingegen nicht begeißelt. Octadecabacter-Stämme produzieren Gasvesikel. Die Rolle der Gasbläschen dieser Gattung ist unbekannt.
Das dominierende Chinon ist Ubichinon-10.
Bei Octadecabacter arcticus und O. antarcticus wurde ein neues Enzym der Xanthorhodopsin-Gruppe gefunden. Das Enzym funktioniert als lichtgesteuerte Protonenpumpe. Es nutzt die Sonnenenergie um Protonen von dem Zellinneren nach außen zu transportieren. Der hierbei entstehende  H+-Konzentrationsunterschied wird genutzt, um ATP zu bilden. Es handelt sich um eine spezielle Form der Phototrophie. Das Enzym von Octadecabacter unterscheidet sich von den bisher bekannten Xanthorhodopsin-Arten. Aufgrund dessen wurde die Gruppe der Xanthorhodopsine in zwei Untergruppen aufgeteilt, Gruppe I und II. Das bei Octadecabater gefundene Xanthorhodopsin wurde zu der neu aufgestellten Gruppe II gestellt. Bakterien, die Xanthorhodopsine der Gruppe I bilden, kommen hauptsächlich in Orten mit hohen Temperaturen vor. Arten der Gruppe II wiederum eher in Gebieten mit niedrigen Temperaturen, wie Antarktis und Arktis und hier auch innerhalb von Eis, wie z. B. Octadecabacter arcticus und O. antarcticus.

## Systematik
Die Gattung Octadecabacter zählt zu der Familie der Roseobacteraceae innerhalb der Alphaproteobakterien (Stand Februar 2024). Zuvor wurde sie der Familie Rhodobacteraceae zugeordnet. Die Familie Roseobacteraceae wurde 2021 aufgrund genetischer Analysen neu erstellt, um Arten, die der Gattung Roseobacter phylogenetisch am nächsten stehen, innerhalb dieser neuen Familie zu vereinigen. Die nun zu den Roseobacteraceae gestellten Bakterien findet man in der Literatur auch unter den zuvor etablierten Namen Roseobacter-clade. Die restlichen Arten innerhalb der Rhodobacteraceae wurden schließlich im Jahr 2022 aufgrund weiterer Untersuchungen zu der Familie Paracoccaceae gestellt und die ursprüngliche Familie Rhodobacteraceae aufgelöst. Die Arten der Roseobacteraceae sind den Stoffwechsel betreffend sehr vielfältig. Es sind photoheterotrophe und chemoheterotrophe Arten vorhanden. Viele sind marinen Ursprungs. Der Abbau von Dimethylsulfoniopropionat, entweder durch Demethylierung oder Spaltung oder auch durch beides, ist eine gemeinsame Fähigkeit der Arten.
Die zuerst beschriebenen Arten der Gattung Octadecabacter sind Octadecabacter arcticus und O. antarcticus. Sie wurden 1998 von John J. Gosink und Mitarbeitern aus Eis der Arktik bzw. der Antarktik isoliert.
Der Name Octadecabacter weist auf die Octadecensäure (C18:1) hin, dies ist eine für die Gattung typische Fettsäure.
Es folgt eine Liste von einigen Arten der Octadecabacter:
- Octadecabacter algicola Jin et al. 2023
- Octadecabacter antarcticus Gosink et al. 1998
- Octadecabacter arcticus Gosink et al. 1998
- Octadecabacter ascidiaceicola Kim et al. 2016
- Octadecabacter dasysiphoniae Jin et al. 2023
- Octadecabacter ponticola Park et al. 2016
- Octadecabacter temperatus Billerbeck et al. 2015

Die zuerst als Octadecabacter jejudonensis beschrieben Art wurde im Jahr 2015 aufgrund weiterer Untersuchungen zu der neu aufgestellten Gattung Pseudooctadecabacter jejudonensis gestellt.
Stämme der Gattung Octadecabacter lassen sich von den verwandten Gattungen Roseobacter und Sulfitobacter anhand der Fettsäurezusammensetzung, der fehlenden Pigmentierung, des Fehlens von Bakteriochlorophyll a und der Gasbläschen unterscheiden.

## Ökologie
Octadecabacter wird aufgrund phylogenetischer Merkmale zu den sogenannten Roseobacter-clade gestellt. Die Mitglieder dieser Gruppe sind in den Weltmeeren weit verbreitet. Es wurde gezeigt, dass Mitglieder der Roseobacter-Gruppe teilweise bis zu 22 % der im freien Meereswasser vorkommenden (pelagischen) Bakterien in der Nordsee ausmachen können. Die verschiedenen Arten sind im Meer an unterschiedliche Ökosysteme angepasst, z. B. kommen sie frei im Meer, in Biofilmen oder auch in Verbindung mit anderen Organismen vor. Auch die Arten der Gattung Octadecabacter wurden jeweils von unterschiedlichen Ökosystemen isoliert. Die Art Octadecabacter ascidiaceicola wurde von einer Seescheide (Halocynthia roretzi) im Meer bei Südkorea isoliert. Hierauf weist der Artname O. ascidiaceicola hin, der wissenschaftliche Name der Seescheiden ist Ascidiceae. Octadecabacter algicola und O. dasysiphoniae wurden von Rotalgen isoliert. Octadecabacter temperatus wurde aus dem Oberflächenwasser der südlichen Nordsee isoliert.
Stämme von Octadecabacter wurden auch von der Braunalgengattung Sargassum isoliert. Die isolierten Stämme produzieren spezielle Enzyme der Gruppe Alginat-Lyasen. Diese Enzyme dienen dazu, Alginat, einen Bestandteil der Zellwand von Braunalgen, aufzulösen und für das Wachstum zu nutzen.
Einige Stämme sind psychrophil, d. h. sie zeigen Wachstum bei relativ niedrigen Temperaturen. So zeigt Octadecabacter arctica Wachstum bei 4–15 °C, Octadecabacter temperatus bei Temperaturen zwischen 4 und 25 °C. Die Arten O. arctica und O. antarctica wurden von Meereseis isoliert.
Verschiedene Stämme der Roseobacter-Gruppe gehörten zu den ersten isolierten aeroben Bakterien, die auf Dimethylsulfoniopropionat (DMSP) wachsen. Auch bei Octadecabacter-Stämmen wurden Gene isoliert, die hierbei eine Rolle spielen DMSP ist eine organische Schwefelverbindung, die in den Ozeanen vorkommt und eine wichtige Rolle im globalen Schwefelkreislauf spielt. DMSP wird hauptsächlich von Algen gebildet. Bakterien können aus DMSP das Dimethylsulfid (DMS) bilden, welches wichtig für die Wolkenbildung ist.